# Алондра іржаста
Ало́ндра іржаста (Calendulauda erythrochlamys) — вид горобцеподібних птахів родини жайворонкових (Alaudidae). Ендемік Намібії. Деякі дослідники вважають цей вид конспецифічним з намібійською алондрою.

## Опис
Довжина птаха становить 17-18 см, з яких від 6,4 до 6,6 см припадає на хвіст, вага 26-33 г. Довжина дзьоба становить 1,88-2,08 см. Виду не притаманний статевий диморфізм. Верхня частина тіла світло-іржаста, смужки на ній відсутні. Махові пера мають білі края, навіколо очей світлі смуги. через очі проходять темні смуги. Підборіддя і горло білуваті, решта нижньої частини тіла білувата, груди поцятковані буруватими смужками. Лапи рудувато-коричневі.

## Поширення і екологія
Іржасті алондри мешкають на південно-західному узбережжі Намібії, від міста Волфіш-Бей на південь до річки Койґаб. Вони живуть в пустелі Наміб та в долинах пересихаючих річок. Сезон розмноження триває з жовтня по травень. Гніздо чашоподібне, в кладці 2-3 яйця.